# Here (Teenage Fanclub)
Here è il decimo album in studio del gruppo musicale britannico Teenage Fanclub, pubblicato nel 2016.

## Tracce
1. I'm In Love – 2:41 (Norman Blake)
2. Thin Air – 3:11 (Gerard Love)
3. Hold On – 3:24 (Raymond McGinley)
4. The Darkest Part Of The Night – 3:16 (Blake)
5. I Have Nothing More To Say – 4:18 (Love)
6. I Was Beautiful When I Was Alive – 4:44 (McGinley)
7. The First Sight – 5:08 (Love)
8. Live In The Moment – 3:03 (Blake)
9. Steady State – 4:16 (McGinley)
10. It's A Sign – 3:36 (Love)
11. With You – 3:58 (McGinley)
12. Connected To Life – 4:00 (Blake)